# 張雁伶
張雁伶，JP，香港公務員，自2023年1月起為灣仔民政事務專員，2024年1月起兼任灣仔區議會主席。

## 政府內工作
張雁伶於2008年加入政務主任職系，曾於多個政策局工作，包括財經事務及庫務局、商務及經濟發展局和勞工及福利局。張雁伶於2023年1月9日，接替陳天柱出任灣仔民政事務專員。張雁伶曾任勞工及福利局助理秘書長(康復)、環境及生態局助理秘書長(能源)。

## 資料來源
1. ↑   (PDF).   [2023-07-24]. （原始内容存档 (PDF)于2022-12-11）.
2. ↑  . 香港特別行政區政府新聞公報. 2023-01-08  [2023-01-16]. （原始内容存档于2023-02-07）.

| 政府职务        | 政府职务                        | 政府职务 |
| --------------- | ------------------------------- | -------- |
| 前任者： 陳天柱 | 灣仔民政事務專員 2023年1月9日－ | 現任     |
| 議會席位        |                                 |          |
| 前任者： 黃宏泰 | 灣仔區議會主席 2024年1月1日－   | 現任     |